# 28796 Ragozzine
28796 Ragozzine è un asteroide della fascia principale. Scoperto nel 2000, presenta un'orbita caratterizzata da un semiasse maggiore pari a 2,665840 UA e da un'eccentricità di 0,113704, inclinata di 5,012423° rispetto all'eclittica. Ha un diametro di 6,197 km.